# Rachel Whiteread
Dame Rachel Whiteread, DBE (Ilford, 20 aprile 1963), è una scultrice, incisore e designer britannica.
È stata nominata Commendatore dell'Ordine dell'Impero Britannico (CBE) nel 2006 e Dama commendatore dell'Ordine dell'Impero Britannico (DBE) nei 2019 Birthday Honours per i servizi all'arte.

## Biografia
Rachel Whiteread ha studiato pittura al Brighton Polytechnic (1982-1985), poi scultura alla Slade School of Fine Art, University College London (1985-1987). Espone dal 1988 e si è distinta nei primi anni '90 quando faceva parte del gruppo degli "Young British Artists".

## Lavoro e tecnica usata
Il suo lavoro è caratterizzato dallo stampaggio degli spazi vuoti presenti in diversi oggetti di uso quotidiano (ad esempio: lato inferiore della sedia, interno dell'armadio, lato inferiore della scala, materasso ...) mostrando così le tracce di questi oggetti in negativo. Traspone il vuoto in pieno e il pieno in vuoto. Le sue sculture sono generalmente realizzate con materiali utilizzati per la progettazione di questi (gesso, gomma ...) ma raramente per l'oggetto finale. Si distingue dai suoi contemporanei grazie a una riflessione di lavoro calma e contemplativa che coinvolge una profonda reazione corporea e fisiologica: lo spettatore che si trova così al di fuori dell'entità non può che aggirarla e contemplarla (nella stessa logica in cui il pieno avvolge il vuoto).
È l'emblematica opera House che le consente di vincere nel 1993 il Turner Prize, assegnato dalla Tate Britain (prima donna a ottenerlo). Questa opera è lo stampaggio in cemento degli interni di una casa vittoriana a Londra. Altre sue opere più conosciute sono: il Shoah Memorial sulla Judenplatz a Vienna nel 2000 e la scultura in resina del piedistallo di Trafalgar Square a Londra nel 2001.

## Opere
- 1988 : Closet
- 1990 : Ghost
- 1991 : 

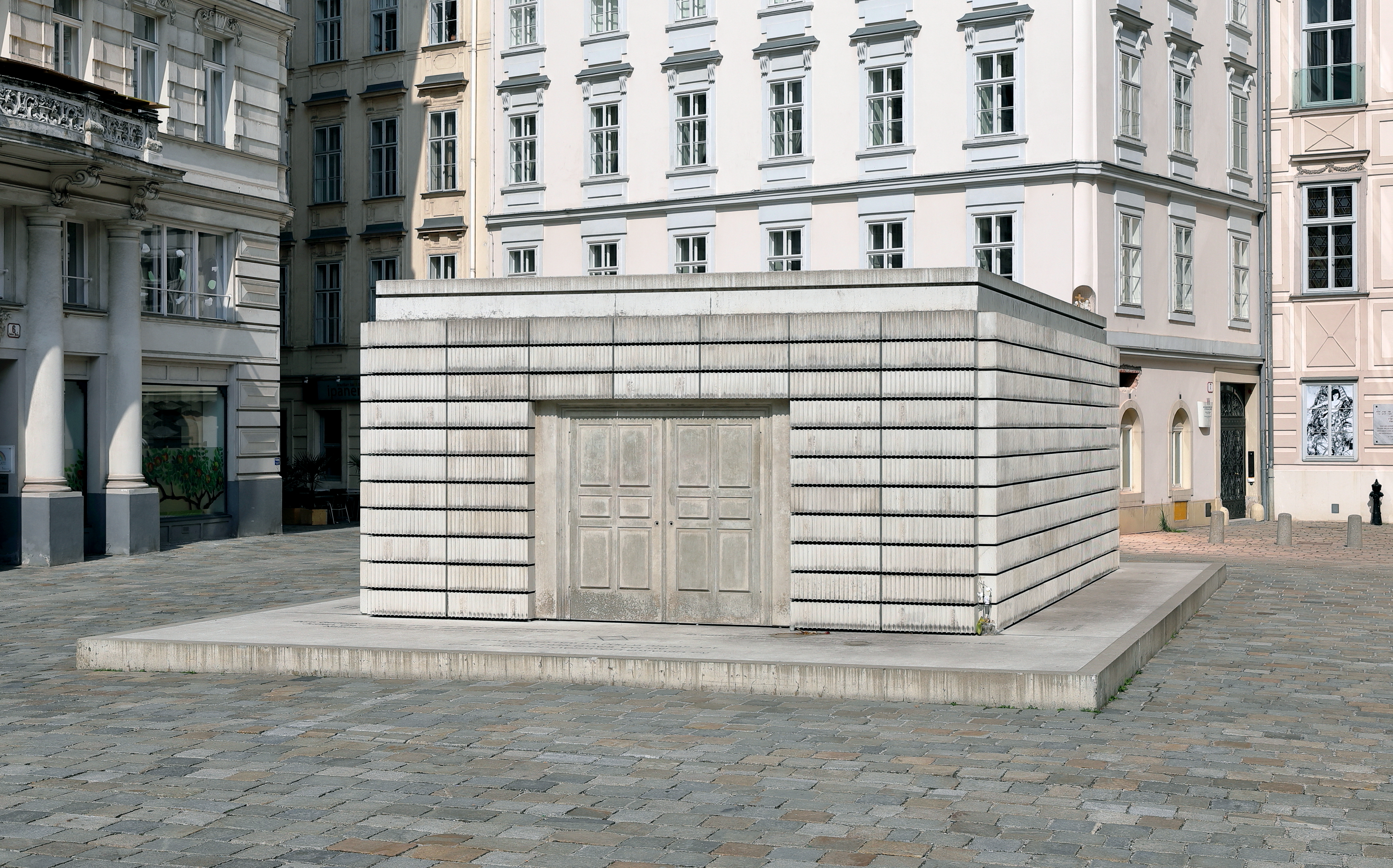
Il Monumento alle vittime ebraiche austriache della Shoah (2000).

  - Untitled (Mattress), al Museum of Modern Art, a New York.
  - Untitled (Yellow Bed, Two Parts), all'Hirshhorn Museum and Sculpture Garden, a Washington
- 1992 : Untitled (Air Bed II), ala Tate Modern, a Londra.
- 1993 : House, Turner Prize. Distrutto 1994[3].
- 1994 : Switch, al Los Angeles County Museum of Art.
- 1994-1995 : Untitled (Floor), alla Tate Modern, a Londra.
- 1995 : Twenty-five spaces, alla Queensland Art Gallery, a Brisbane.
- 1997 : 
  - Untitled (One Hundred Spaces)
  - Untitled (Paperbacks), al Museum of Modern Art, a New York.
- 1998 : Water Tower, al Museum of Modern Art, a New York.
- 1999 : 
  - Untitled (Library), all'Hirshhorn Museum and Sculpture Garden, a Washington
  - Untitled (Pair), alla National Gallery of Scotland, a Edimburgo.
  - Maquette for Monument, alla Cass Sculpture Foundation, a Goodwood.
- 2000 : Holocaust Monument o Nameless Library.
- 2001 : 
  - Untitled Monument.
  - Untitled (Apartment), al Deutsche Guggenheim, a Berlino.
  - Untitled (Basement), al Deutsche Guggenheim, a Berlino.
- 2003 : Untitled (Room 101) : stampaggio (5 metri per 6) della stanza 101 di un edificio nella BBC a Londra, probabilmente usato come ufficio da George Orwell durante la seconda guerra mondiale[4].
- 2004 : Snow Show.
- 2005 : Contents, al Museum of Modern Art.
- 2005-2006 : Embankment.
- 2007 : Charity Box.
- 2008 : Angel of the South.

## Premi e riconoscimenti
- 1993 : Turner Prize[5] (Miglior giovane artista)
- 1997 : Duemila Prize